# Andrzej Dembiński (zm. 1564)
Andrzej Dembiński (Dembieński) herbu Rawicz (zm. w 1564 roku) – burgrabia krakowski w latach 1562-1564.
Poseł na sejm parczewski 1564 roku z województwa krakowskiego.